# Jasmintobak
Jasmintobak (Nicotiana longiflora) är en potatisväxtart som beskrevs av Antonio José Cavanilles. Enligt Catalogue of Life ingår Jasmintobak i släktet tobak och familjen potatisväxter, men enligt Dyntaxa är tillhörigheten istället släktet tobak och familjen potatisväxter. Arten förekommer tillfälligt i Sverige, men reproducerar sig inte. Inga underarter finns listade i Catalogue of Life.